# Ulica Stryjeńskich w Warszawie
Ulica Stryjeńskich – ulica w warszawskiej dzielnicy Ursynów.

## Opis
Ulica biegnie od skrzyżowania z ul. Filipiny Płaskowickiej, przecinając ul. Belgradzką i ul. Przy Bażantarni, do skrzyżowania z ul. Wąwozową i ul. Wełnianą. Przebiega przez obszar MSI Natolin, osiedle Wyżyny, a także na odcinku między ulicami Przy Bażantarni i Wąwozową stanowi granicę pomiędzy Natolinem a Kabatami.
Na całej długości ma status drogi powiatowej (nr 5604W). Jej długość wynosi 1,45 km.
Nazwę ulicy nadano 5 grudnia 1977. Upamiętnia plastyków: Zofię, Karola, Aleksandra i Tadeusza Stryjeńskich.

## Ważniejsze obiekty
- Kościół Ofiarowania Pańskiego
- Kościół św. Ojca Pio w Warszawie
- Park Moczydełko
- osiedle VitaParc